# Juan José Campanella
Juan José Campanella (Buenos Aires, 1959. július 19. –) argentin televíziós és filmrendező, író és producer.

## Házastársa
Cecilia Monti .

## Szülei
- Luisa Quintana,
- Délfor Campanella

## Életpályája
Világszerte figyelmet keltett a Szemekbe zárt titkok (El secreto de sus ojos) című filmjével, amelyért a legjobb idegen nyelvű filmnek járó Oscar-díjat kapta.

## Könyvei
- El hombre de tu vida
- El hijo de la novia

## Díjai, elismerései
- Oscar-díj (2009)